# Normengard
Normengard (Engels: Nurmengard) is een gevangenis die in de Harry Potter-boekenreeks van de Britse schrijfster J.K. Rowling voorkomt. De gevangenis is opgericht door Gellert Grindelwald, die er zijn tegenstanders in opsloot. De gevangenis bestaat uit een fort met enkele torens en bevindt zich in het berggebied van Oostenrijk.
Het fort is gebouwd uit zwarte steen. Boven de ingang van de gevangenis is de leus Het doel heiligt de middelen gegraveerd.

## Bescherming
Net als Zweinstein was er ook in Normengard een beveiliging tegen verschijnselen en verdwijnselen. Of de gevangenis ook bewakers had, net als de Dementors in Azkaban, wordt in de boeken niet aangegeven.

## Gevangenen
De enige bekende gevangene is Grindelwald zelf. Na het jarenlang terroriseren van Europa werd hij in een duel met zijn voormalige beste vriend Albus Perkamentus verslagen en vervolgens opgesloten in een cel van zijn eigen gevangenis.
Verder is onbekend wie in de gevangenis zijn opgesloten geweest. Ook weet men niet of er naast Grindelwald ook andere gevangenen waren nadat hij verslagen was. Grindelwald werd in 1998 in zijn cel gedood door Voldemort, die hem opzocht tijdens zijn zoektocht naar de Zegevlier.